# Красносельская (станция метро)
«Красносе́льская» — станция Московского метрополитена на Сокольнической линии. Расположена между станциями «Сокольники» и «Комсомольская». Находится на территории Красносельского района Центрального административного округа Москвы. Открыта 15 мая 1935 года в составе первого пускового участка «Сокольники» — «Парк культуры» с ответвлением «Охотный Ряд» — «Смоленская».

## История и происхождение названия
Строилась открытым способом в связи со сложными горно-геологическими условиями.
Станция открыта 15 мая 1935 года в составе первого пускового участка Московского метрополитена из 13 станций: «Сокольники» — «Парк культуры» с ответвлением до станции «Смоленская».
Названа по бывшей местности Красное Село. Оно впервые упоминается из завещания 1423 года как «сельцо оу города оу Москвы над Великим прудом». При Василии Тёмном оно было обустроено и по живописности получило название Красное (красивое).
Проектное название станции — «Гаврикова улица» (по другим данным — «Гаврикова площадь»). Изначально планировалось устроить два выхода со станции на Краснопрудной улице — на углу с Верхней Красносельской улицей и со стороны Гавриковой улицы, на пересечении с которой планировали устроить площадь с проектным названием «Гаврикова». Согласно Генеральному плану реконструкции Москвы по Гавриковой улице должна была пройти новая магистраль — Новое Бульварное кольцо, однако затем планы скорректировали и магистраль решили пустить по линии Нижней и Верхней Красносельских улиц. Вследствие этого решения от возведения второго павильона на Гавриковой улице отказались, а сама станция получила название «Красносельская».

## Вестибюли и пересадки
Имеется наземный вестибюль с выходом на Краснопрудную, Верхнюю и Нижнюю Красносельскую улицы, а также на 1-й Красносельский переулок. Предполагалось, что вестибюль будет первым этажом жилого дома (так и не построенного).
Проектом был предусмотрен второй выход — на Гаврикову улицу, однако вследствие низкого пассажиропотока он так и не был открыт (лестница видна на станции).
«Красносельская» — одна из немногих станций, на наземном вестибюле которых сохранилась оригинальная надпись «МЕТРО».
Изначально, станция должна была стать пересадочной на Третий пересадочный контур (ныне Большая кольцевая линия), но из-за изменения трассировки линии пересадочной станцией стала «Сокольники».

## Техническая характеристика
Конструкция станции — колонная двухпролётная мелкого заложения (глубина заложения — 8 м). Сооружена по специальному проекту из монолитного бетона. На станции один ряд колонн, расположенный по центру платформы. Платформа «Красносельской» у́же платформ многих станций первой очереди, так как изначально на не предполагался большой пассажиропоток.

## Оформление
Путевые стены отделаны сверху — жёлтой, а снизу — красной керамической глазурованной плиткой, при этом с недавнего времени куски путевой стены, переходящие в тоннели, отделаны белым сайдингом. Пол выложен белым мрамором (изначально было асфальтовое покрытие, позднее заменённое на кафельную плитку; последняя в результате недавнего ремонта уступила место мраморному покрытию, остатки керамической плитки, имевшиеся в переходах и на мостиках, исчезли в преддверии юбилея Московского метрополитена в 2005 году). Гранёные колонны облицованы крымским мраморовидным известняком «биюк-янкой» жёлто-коричневых тонов.
При открытии на станции были установлены полукруглые светильники в кессонах над боковыми залами, заменённые впоследствии люстрами-шарами. После ремонта круглые светильники для ламп накаливания, расположенные над платформами, заменили на люминесцентные лампы между колоннами.
На стене наземного вестибюля напротив входа расположена смальтовая мозаика с изображением красноармейца-барабанщика (художник А. Н. Кузнецов). Интересно, что мозаика была установлена гораздо позже постройки вестибюля, в 1979 году. 
15 мая 2006 года в вестибюле станции была открыта мемориальная доска в честь одного из первостроителей Московского метрополитена — Героя Социалистического Труда, Заслуженного строителя РСФСР Татьяны Викторовны Фёдоровой (1915—2001).

## Наземный общественный транспорт
На этой станции можно пересесть на следующие маршруты городского пассажирского транспорта:
- Автобусы: м60, 40, 604, с633, 690, н15
- Троллейбусы: Т
- Трамваи: 4, 7, 13, 37, 43, 50

Возможна «длинная пересадка» на станцию «Митьково» линии МЦД-3.

## Станция в цифрах
- Код станции — 005.
- В марте 2002 года пассажиропоток составлял: по входу — 29,2 тысячи человек, по выходу — 28,2 тысячи человек[8].
- Таблица времени прохождения первого поезда через станцию[9]:

| По чётным числам                  | Будние дни | Выходные дни |
| По нечётным числам                | Будние дни | Выходные дни |
| В сторону станции «Сокольники»    | 05:59:00   | 06:01:00     |
| В сторону станции «Сокольники»    | 05:52:00   | 05:54:00     |
| В сторону станции «Комсомольская» | 05:40:00   | 05:39:00     |
| В сторону станции «Комсомольская» | 05:40:00   | 05:39:00     |

## Галерея
| - Центральный зал станции. 6 января 2016 - Посадочная платформа. 19 сентября 2009 - Путевая стена с названием станции. 6 января 2016 - «Окаменелости» на одной из колонн. 26 мая 2017 - Памятная табличка на путевой стене. 19 июня 2020 - Памятная табличка, приуроченная к 75-летию со дня открытия метрополитена. 20 мая 2020 - Мемориальная доска, посвященная Т. В. Фёдоровой. 25 января 2021 - Наземный вестибюль. 10 августа 2022 - Мозаика «Красный Барабанщик». 28 апреля 2016 - Станция в 1935 году. |